# Hans Georg Amsel
Hans Georg Amsel (manchmal auch Hans-Georg Amsel oder Georg Amsel; * 29. März 1905 in Bensberg; † 20. Oktober 1999 in Langensteinbach) war ein deutscher Entomologe. Er ist vor allem als Spezialist für Kleinschmetterlinge hervorgetreten und leitete von 1955 bis 1973 die Entomologische Abteilung des Staatlichen Museums für Naturkunde Karlsruhe.

## Leben und Leistungen
Er war der Sohn des Philologen Georg Amsel, wurde 1933 in Berlin mit der Dissertation Die Lepidopterenfauna Palästinas. Eine zoogeographisch-ökologisch-faunistische Studie promoviert und 1934 in der Nachfolge von Johann Dietrich Alfken wissenschaftlicher Hilfsarbeiter am „Staatlichen Museum für Natur-, Völker- und Handelskunde“ bzw. ab 1935 dann am „Deutschen Kolonial- und Übersee-Museum“, dem heutigen Übersee-Museum in Bremen. 1955 wurde er am Staatlichen Museum für Naturkunde Karlsruhe erster Leiter der neu geschaffenen Entomologischen Abteilung. Diese Funktion hatte er bis zu seiner Pensionierung 1973 inne und war danach noch langjähriger ehrenamtlicher Mitarbeiter des Museums. Als Spezialist für Kleinschmetterlinge (Microlepidoptera) legte Amsel den Grundstein für die international bedeutende Microlepidopteren-Sammlung des SMNK. In diesem Zusammenhang war er Initiator und zusammen mit Reinhard Gaedike (* 1942) auch Herausgeber der seit 1965 erscheinenden Buchreihe „Microlepidoptera palearctica“, einem bislang zehnbändigen Standardwerk über die Kleinschmetterlinge der Paläarktischen Faunenregion. Für seine Forschungen unternahm er unter anderem 1956 und 1966 zwei Expeditionen nach Afghanistan.
Für sein wissenschaftliches Lebenswerk verlieh ihm die Deutsche Gesellschaft für allgemeine und angewandte Entomologie (DGaaE) 1980 die Fabricius-Medaille. 1986 war Amsel erster Träger des Ernst-Jünger-Preises für Entomologie des Landes Baden-Württemberg für bedeutende Leistungen auf dem Gebiet der Entomologie. Jünger und Amsel hatten sich 1928 in Berlin kennengelernt und waren bis zum Tod des Schriftstellers am 17. Februar 1998 freundschaftlich verbunden geblieben. Dokument dieser jahrzehntelangen Freundschaft ist die anlässlich des 88. Geburtstages von Jünger 1983 von Amsel verfasste und im Selbstverlag herausgegebene Schrift Begegnungen mit Ernst Jünger.
Umstritten ist indes das weltanschauliche Gedankengut, das Amsel abseits seiner entomologischen Arbeiten verbreitete. So vertrat er etwa in seinem Buch Geld und Kriminalität. Ein Beitrag zum institutionellen Denken (1965) die Ansicht, dass vor allem die Verfügbarkeit von Bargeld Verbrechen aller Art begünstige. Als Abhilfe schlug er die Umstellung auf einen vollständig bargeldlosen Zahlungsverkehr vor, dokumentiert durch die ausführenden Bankinstitute. Ganz richtig sah er damals schon, dass es nur eine technische Frage sei, wie man den dann anfallenden großen Mengen von Schecks mit Hilfe elektronischer Datenverarbeitungsanlagen Herr werden könne. Konnten Rezensenten diese Schrift noch als „kurios“ einstufen, sind andere publizistische Aktivitäten Amsels in Kreisen der extremen Rechten als weit weniger harmlos einzustufen. So war er Autor der zwischen 1968 und 1997 von Thies Christophersen herausgegebenen revanchistischen Zeitschrift Die Bauernschaft und auch der ab 1990 von Hans-Dietrich Sander herausgegebenen rechtsextremen Monatszeitschrift Staatsbriefe. Außerdem gehörte er dem wissenschaftlichen Beirat der „Gesellschaft für biologische Anthropologie, Eugenik und Verhaltensforschung“ (GBA) – deren Vorsitzender seit der Gründung 1972 der bekannte Rechtsextremist Jürgen Rieger war – und deren Publikationsorgan, der Zeitschrift Neue Anthropologie. Erbe und Verantwortung, an.
Hans Georg Amsel wohnte in Waldbronn.

## Schriften
- Die Lepidopterenfauna Palästinas. Eine zoogeographisch-ökologisch-faunistische Studie. Dissertation. Berlin 1933. Abgedruckt in: Zoogeographica, Band 2, Heft 1. Jena 1933.
- Kleinschmetterlinge aus Äthiopien. In: Stuttgarter Beiträge zur Naturkunde aus dem Staatlichen Museum für Naturkunde in Stuttgart, Nr. 121. Stuttgart 1963.
- Geld und Kriminalität. Ein Beitrag zum institutionellen Denken. Burg Stettenfels bei Heilbronn am Neckar 1965.
- als Mitverfasser und Herausgeber zusammen mit Reinhard Gaedike: Microlepidoptera palaearctica. Karlsruhe, Keltern und Wien 1965ff (mehrere Bände bei verschiedenen Verlagen).
- Zur Kenntnis der Microlepidopterenfauna von Karachi [Pakistan]. In: Stuttgarter Beiträge zur Naturkunde aus dem Staatlichen Museum für Naturkunde in Stuttgart, Nr. 191. Stuttgart 1968.
- Kehrseite des Geldes. Ein Beitrag zum institutionellen Denken. Wiesbaden 1976, ISBN 3-88027-711-7.
- Begegnungen mit Ernst Jünger. Erinnerungen anläßlich seines 88. Geburtstages am 29. März 1983. Waldbronn bei Karlsruhe 1983.